# Вальфаббрика
Вальфаббрика (італ. Valfabbrica) — муніципалітет в Італії, у регіоні Умбрія, провінція Перуджа.
Вальфаббрика розташована на відстані близько 145 км на північ від Рима, 19 км на схід від Перуджі.
Населення — 3425 осіб (2014).

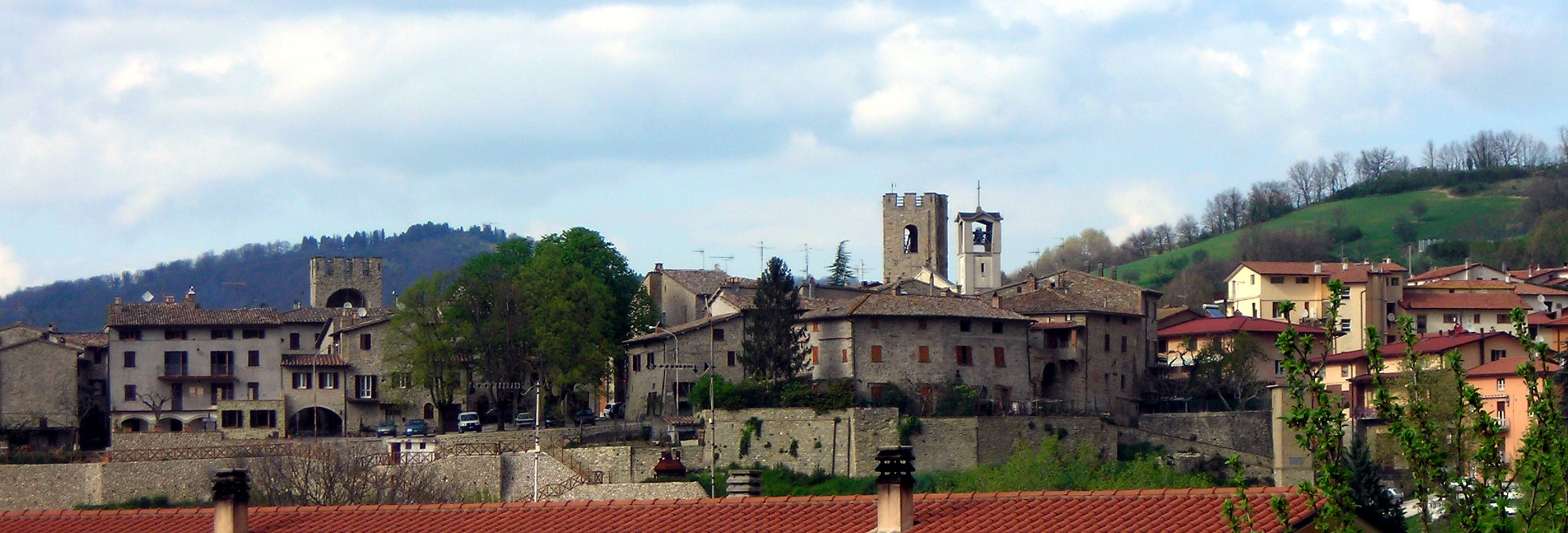

Щорічний фестиваль відбувається 20 січня. Покровитель — San Sebastiano.

## Демографія
Населення за роками:

Станом на 1 січня 2023 року в муніципалітеті офіційно проживало 267 іноземців з 32 країн, серед них 95 громадян країн Євросоюзу та 12 громадян України.

## Сусідні муніципалітети
- Ассізі
- Гуальдо-Тадіно
- Губбіо
- Ночера-Умбра
- Перуджа